# Acte des six articles
L’Acte des Six Articles visant à établir la suprématie de l'anglicanisme en Angleterre fut publié en 1539.
Si l'autorité du Pape n'y était pas reconnue, tous les autres points étaient en accord avec la doctrine catholique. En vertu de cet acte, les persécutions contre les partisans de la Réforme reprirent.

## Circonstances
En 1538, les luthériens envoyèrent à Londres trois théologiens (le vice-chancelier de Saxe Francis Burkhardt, un docteur en droit nommé George von Boyneburg, et le directeur de l'Église de Gotha Friedrich Myconius) pour débattre à Lambeth avec les évêques et prêtres anglicans. Pour lancer le débat, les émissaires allemands présentèrent un certain nombre de propositions tirées de la Confession d'Augsbourg. Les évêques Tunstall, Stokesley et d’autres se défiaient de ces entrevues avec des Protestants et firent tout leur possible pour faire échouer un accord. S’ils approuvaient en effet la sécession avec Rome, leur désir consistait plutôt à s’unir à l’Église orthodoxe grecque. Les évêques n'entendaient pas non plus mettre un terme à ce que les Allemands qualifiaient d’« abus » de l'Église (par ex. l'injonction de célibat des prêtres, l’interdiction des messes privées, et la vénération des saints) et que l'Église protestante d'Angleterre continuait à pratiquer. Pour Stokesley, ces points étaient essentiels parce qu’ils correspondaient à la pratique de l’Église grecque, comme on appelait alors l’Églises des sept conciles. L’archevêque Cranmer, au contraire, était favorable à un accord avec les Allemands. Le roi Henri VIII, attaché aux pratiques catholiques, finit par dissoudre le concile.

## La loi
Henri VIII était d'ailleurs mal à l'aise depuis l'irruption de ces savants luthériens avec leur théologie dans son royaume. Les protestants étaient impatients de poursuivre les réformes, certains prêtres disaient la messe en anglais plutôt qu'en latin et, comme l'archevêque Cranmer, se mariaient sans autorisation. Les protestants eux-mêmes étaient divisés entre ceux qui défendaient la présence réelle du Christ dans l'Eucharistie et les radicaux qui défendaient les opinions anabaptistes et sacramentaires niant cette présence réelle. Le 28 avril 1539, le Parlement est réuni pour la première fois depuis trois ans. Le 5 mai, la Chambre des lords crée une commission avec la représentation paritaire habituelle des différentes confessions pour approfondir et fixer certains points du dogme. Au bout de onze jours, le duc de Norfolk observe que les participants ne sont parvenus à s'entendre sur aucun point et suggère de soumettre aux Lords six points précis de doctrine, qui formeront par la suite le fondement des Six Articles. Ces articles réaffirment le dogme catholique traditionnel sur les points suivants :
1. réalité de la transsubstantiation,
2. conformité de tenir le laïcat à l'écart au cours de la communion,
3. célibat des prêtres,
4. observance de la chasteté,
5. permission de célébrer des messes privées,
6. importance de la confession auriculaire[5].

Au cours du mois suivant, ces questions sont débattues au Parlement, avec la participation active du Roi. La position traditionnelle de l'Église est retenue  en l'état sur tous les points, sauf le sixième. Les protestants remportent une victoire mineure sur la confession auriculaire, qui est déclarée « utile et nécessaire » mais pas obligatoire du point de vue de la loi divine. En outre, bien que la présence réelle du Christ dans l'eucharistie soit réaffirmée, le mot transsubstantiation lui-même n'est pas conservé dans la version finale,.
L'Acte des Six Articles devient loi en juin 1539, ce qui lui confère une autorité statutaire ; des peines sévères sont attachées à la violation des articles. La négation de la transsubstantiation est punie de mort par le bûcher, sans possibilité de se rétracter. La négation de l'un des autres articles est punie de mort par pendaison ou d'emprisonnement à vie. Les prêtres mariés ont jusqu'au 12 juillet pour répudier leur épouse, ce qui est probablement une concession accordée à l'archevêque Cranmer pour lui donner le temps d'envoyer sa femme et ses enfants à l'étranger. Après l'adoption de la loi, les évêques Latimer et Shaxton, opposants déclarés à la mesure, sont contraints de démissionner de leur diocèse. Ces dispositions sont atténuées par l'adoption d'une nouvelle loi, en 1540, qui limite la peine capitale au déni de la transsubstantiation. La loi des six articles est abrogée et remplacée par la loi sur la trahison en 1547, sous le règne d'Édouard VI.

## Conséquences
L'inspiration catholique des articles de cette loi tranche avec les réformes ecclésiastiques ultérieures d’Henri VIII, comme l'affirmation de la nécessité d’une Bible anglaise et l’interdiction des reliques, deux mesures prises en 1541.
Alors que la Loi des Six Articles était sur le point d’être adoptée par le Parlement, Cranmer envoya sa femme et ses enfants à l'étranger : jusqu'alors, sa famille s'était simplement cachée, sans doute à Ford Palace dans le Kent. La loi fut effectivement votée à la fin du mois de juin, forçant Hugh Latimer et Nicholas Shaxton à renoncer à leur diocèse respectif en raison de leur opposition ouverte à la loi. À la mort d’Henri VIII, les articles furent abrogés par son fils Édouard VI.